# عبد الله الفرشان
عبد الله الفرشان (مواليد 1 يوليو 1996) هو لاعب كرة قدم سعودي.
مثل نادي النصر في الفئات السنية و نادي مصدة ونادي المجزل ونادي الشعيب ونادي ساجر.